# Эжэзерс
Э́жэзерс (Еша; латыш. Ežezers) — озеро на территории Эзерниекской и Андзельской волостей Дагдского края Латвии. Среди озёр Прибалтики обладает наибольшим числом островов. Максимальная длина озера достигает 8,2 км; ширина — 2,5 км. Длина береговой линии — 39,5 км (вместе с береговыми линиями островов — более 50 км). Площадь поверхности — 9,879 км². Высота озера над уровнем моря — 169,4 м. Средняя глубина озера — 6,4 метра, максимальная — 21 метр. Дно каменистое, песчаное, местами покрыто слоем ила толщиной от 0,5 до 1 метра. Берега местами пологие, местами — крутые. В озеро впадает 12 небольших рек; вытекает одна — Нарута, принадлежащая бассейну Даугавы. В озере обитает 18—24 вида рыбы.
С 1999-го по 2004 годы существовал природный заказник «Эжэзерс», с 2004 года озеро находилось на территории природного парка «Разнас» (с 2007 года — Национальный парк «Разнас»).
Эжэзерс относится к эвтрофным водоёмам. Ещё в 1959 году исследования показали, что содержание кислорода в воде в самых глубоких местах озера в летний период резко понижается, выравниваясь лишь зимой.
На Шиманском полуострове расположена база отдыха «Эзерниеки».

## Острова
На озере 33—36 (по другим сведениям, 41—45) островов, общей площадью 77,6 га. В общей сложности насчитывается до 70 образований типа островов, однако приблизительно половина из них — это отмели, поросшие тростником и камышом. Большая часть островов находится в северо-восточной части озера.
Самый крупный остров — Лиела-Лача (что в переводе означает Большой Медвежий), площадью 45 га. До 1970 года на этом острове находился старейший в округе хутор, построенный без гвоздей. Все острова Эжэзерс с 1977 по 1999 г. образовывали ботанический заказник «Эжэзера-Салас». На островах гнездятся многие виды птиц.
Другие острова: 1-й Зуйок, 2-й Зуйок, 4-й Зуйок, Апаля, Апшу, Энкуру, Эжа (Ершовка), Янёгу, Карклу, Казу, Кроманова (Кромоновас), Купра, Лиела-Айту, Лиела-Телю, Лиела-Тилта (Большая Кулиновка), Лиепу, Маза-Телю, Миляс, Решетниеку (Репище), Сиена, Вилкасте. Ряд островов не имеет официальных названий.